# Буряк (коренеплід)

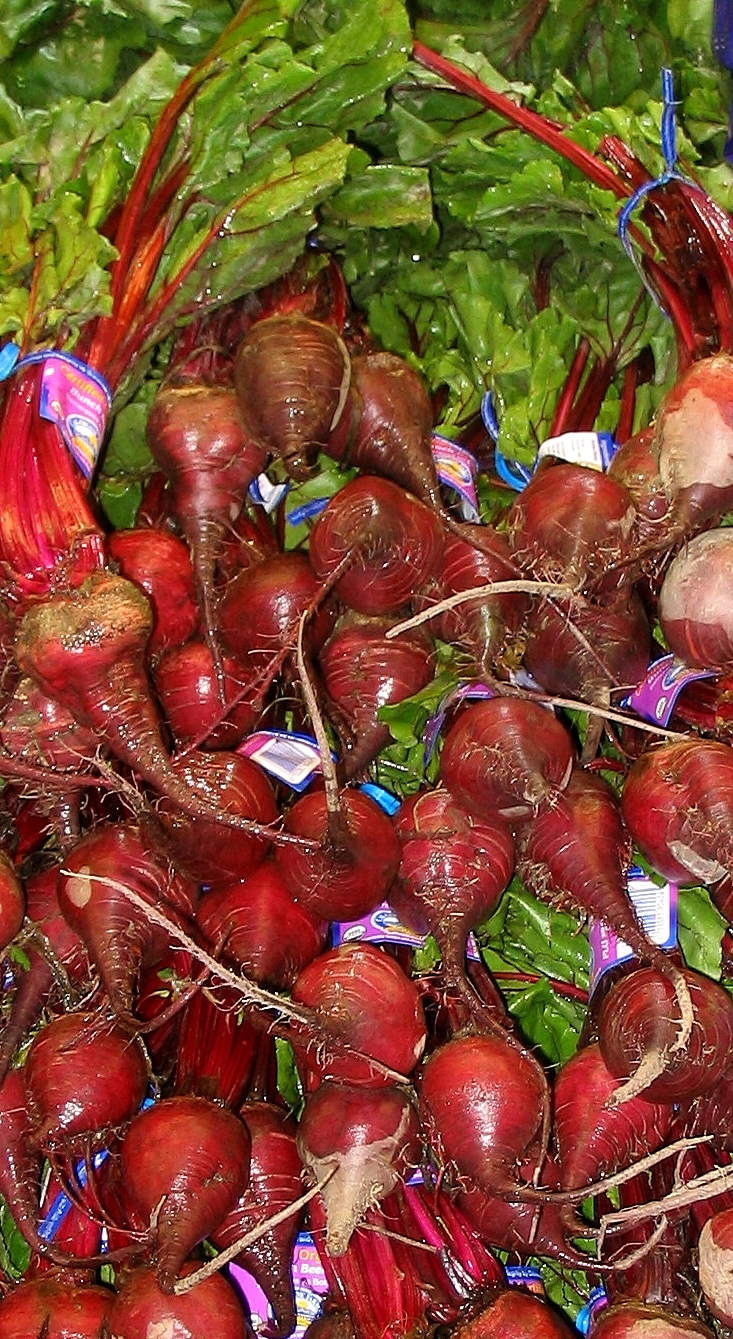
Коренеплоди буряка

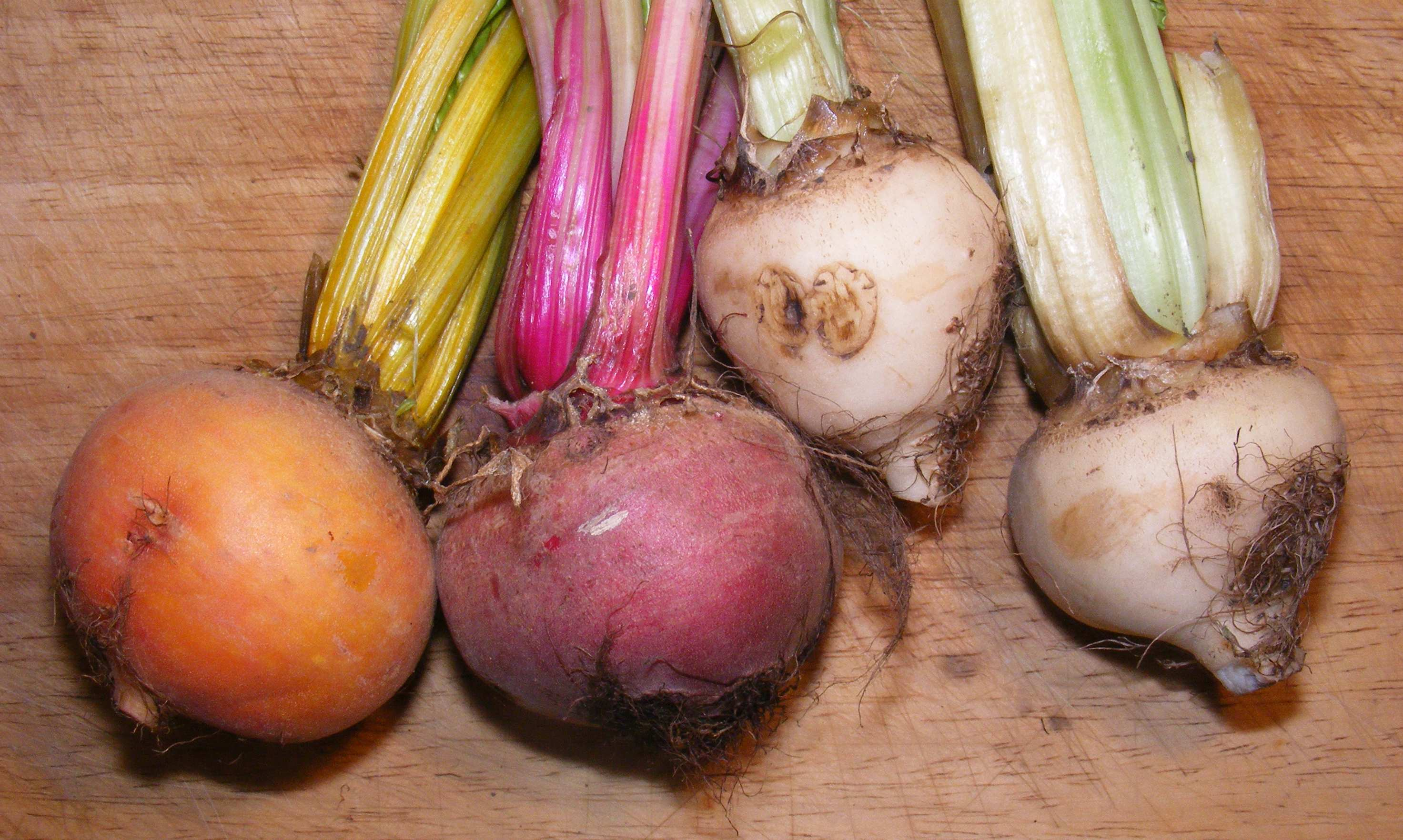
Червоний, білий та жовтий буряки

Буряк — коренеплід культивованих різновидів рослин виду буряк столовий. У дикорослих різновидів даного виду коренеплід відсутній.

## Історія
Перші коренеплідні форми буряка з'явилися (за Теофрастом) і були добре відомі у IV столітті до Різдва Христового. До початку н. е. з'явилися культурні форми звичайного коренеплідного буряка; в X—XI ст. вони були відомі в Київській Русі, в XIII—XIV ст. — в країнах Західної Європи. У XVI—XVII ст. відбулася диференціація його на столові і кормові форми; в XVIII сторіччі з гібридних форм кормового буряка відокремився цукровий буряк. З кінця XIX і в XX ст. культура поширилася на всі континенти.

## Галерея

Страви з буряків
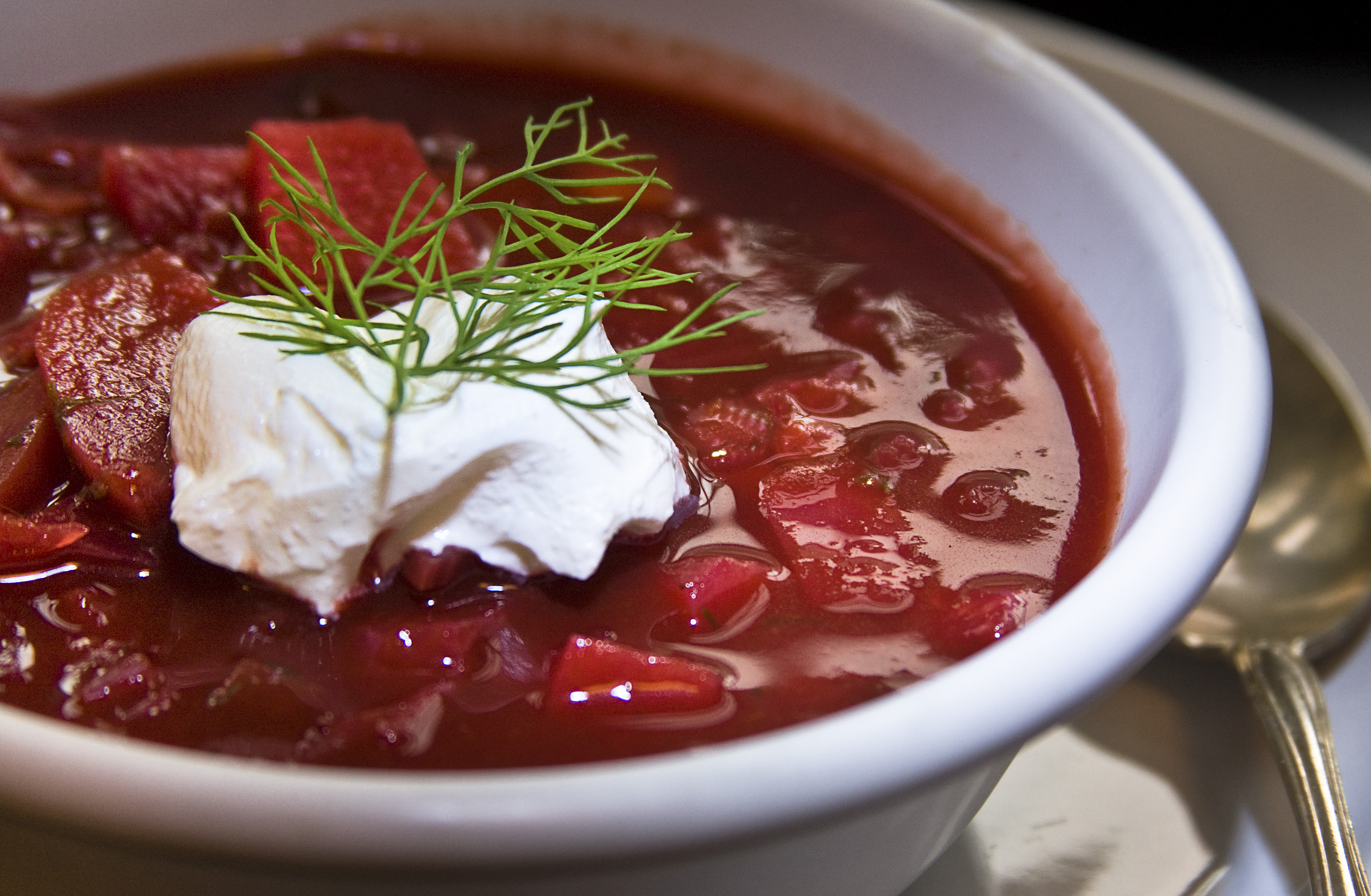
Борщ
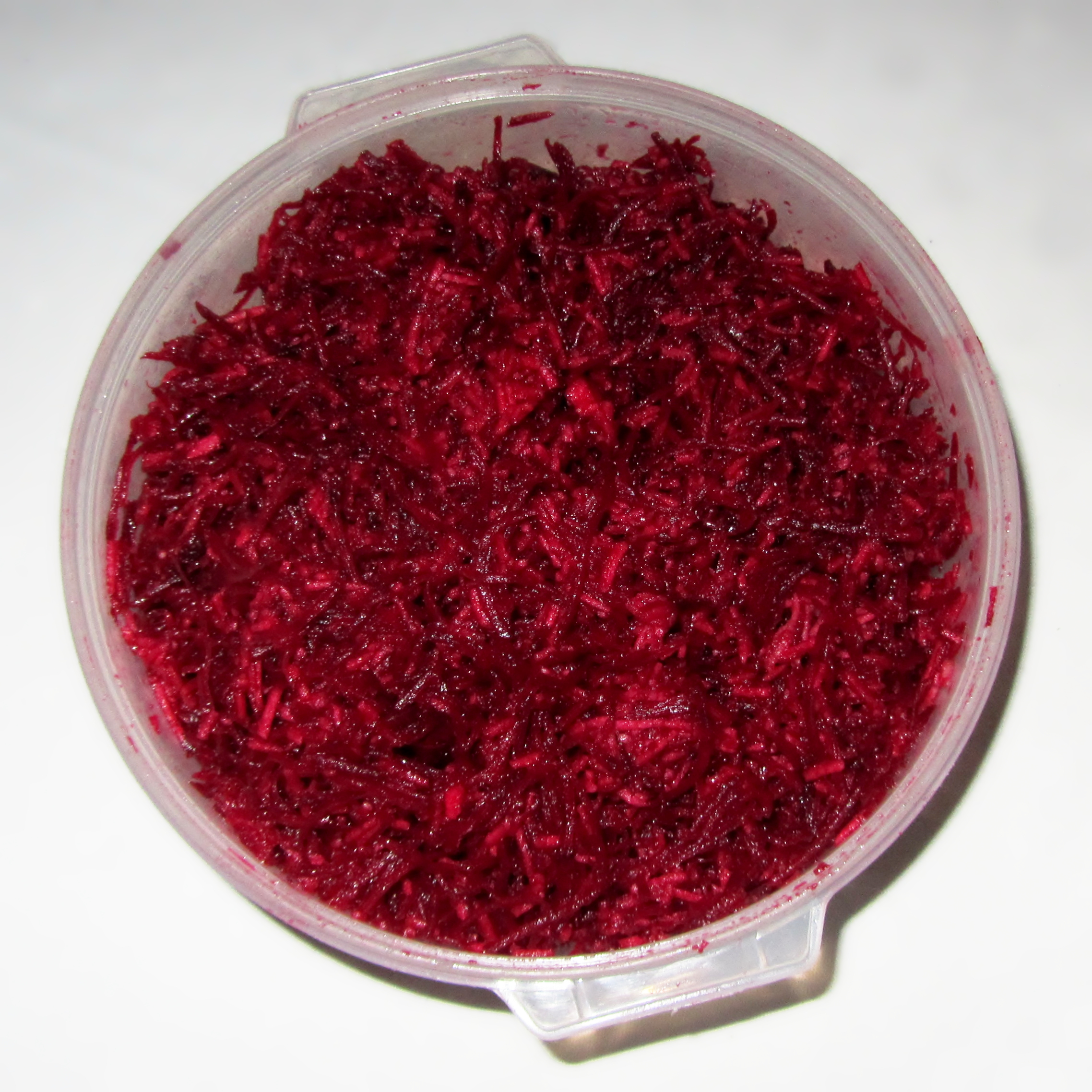
Салат із яблуками і буряком
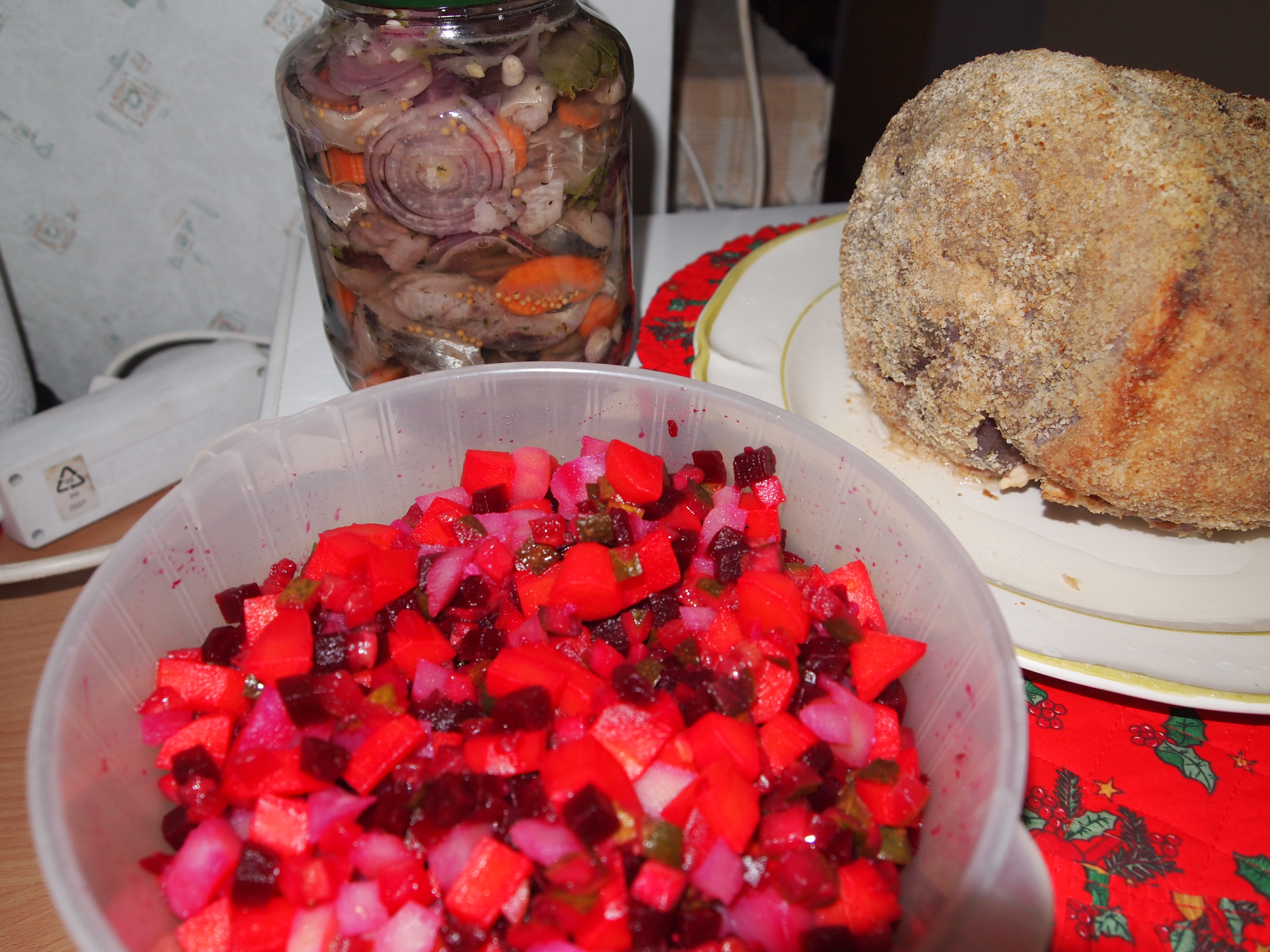
Фінський росоллі
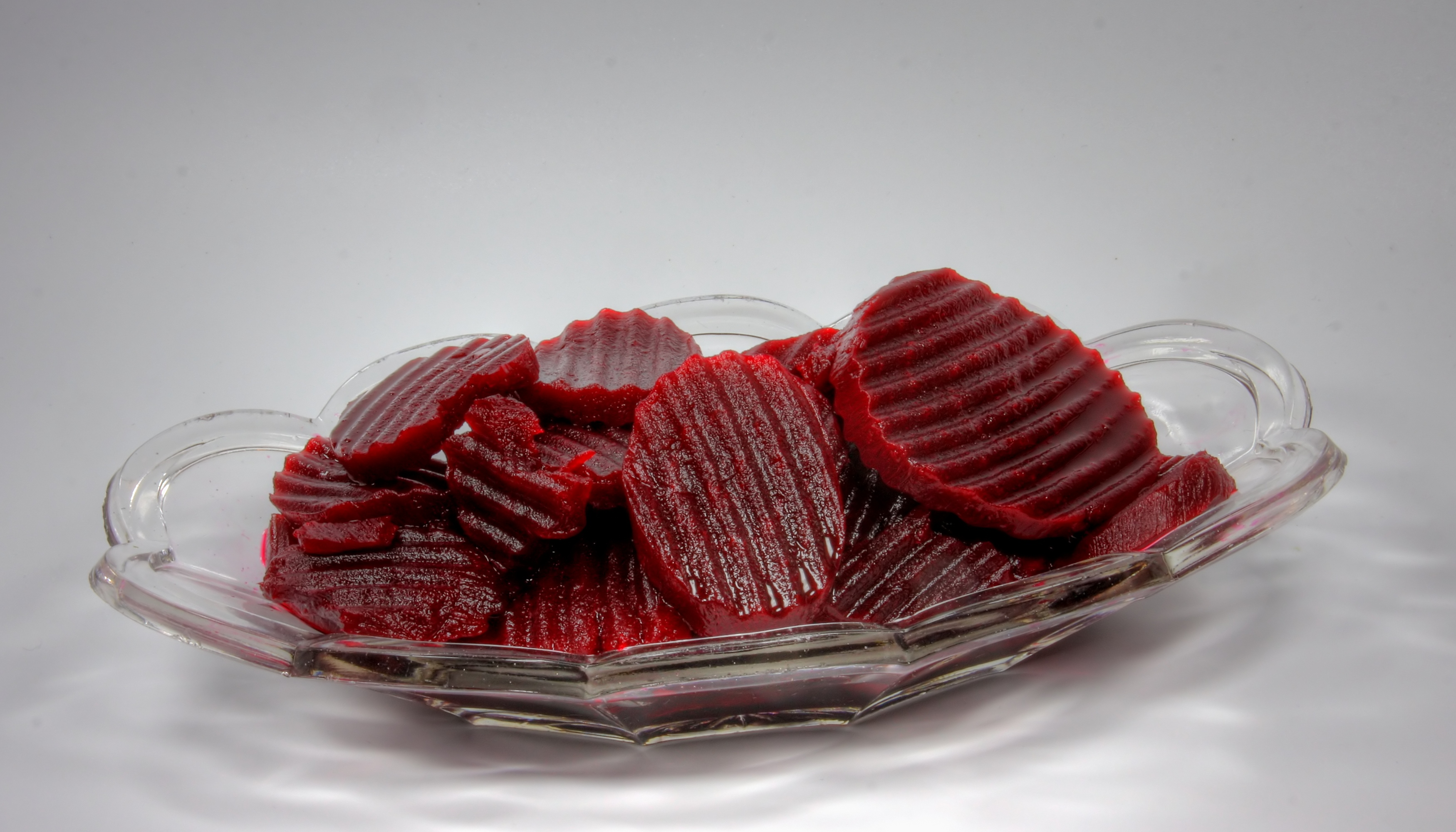
Нарізаний буряк
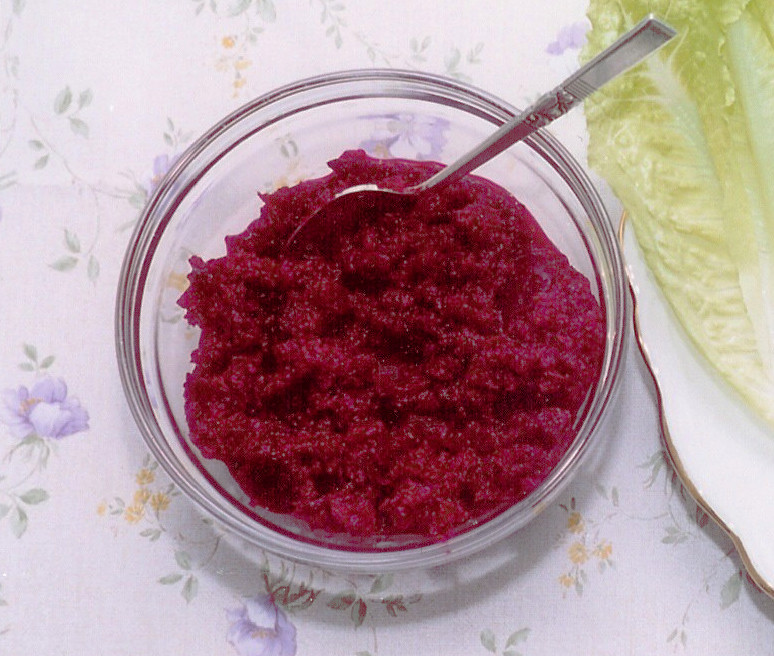
Цвіклі (бурячки з хроном)
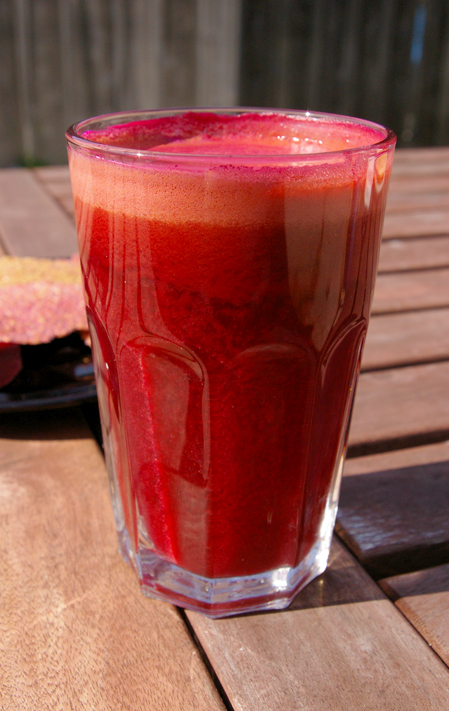
Буряковий сік